# Tasmanodesmus hardyi
Tasmanodesmus hardyi är en mångfotingart som beskrevs av Chamberlin 1920. Tasmanodesmus hardyi ingår i släktet Tasmanodesmus, ordningen banddubbelfotingar, klassen dubbelfotingar, fylumet leddjur och riket djur. Inga underarter finns listade i Catalogue of Life.